# Кренжоли (Куявсько-Поморське воєводство)
Кренжоли (пол. Krężoły) — село в Польщі, у гміні Злотники-Куявські Іновроцлавського повіту Куявсько-Поморського воєводства.
У 1975-1998 роках село належало до Бидгощського воєводства.